# Karol Beck
Karol Beck (født 3. april 1982 i Zvolen, Tjekkoslovakiet) er en slovakisk tennisspiller, der blev professionel i 2001. Han har, pr. juni 2009, endnu ikke vundet nogen ATP-turneringer.
Beck er 180 cm. høj og vejer 74 kilo.